# Hagey Ridge
Hagey Ridge är en bergstopp i Antarktis. Den ligger i Västantarktis. Inget land gör anspråk på området. Toppen på Hagey Ridge är 591 meter över havet, eller 1 meter över den omgivande terrängen. Bredden vid basen är 0,10 km.
Terrängen runt Hagey Ridge är kuperad söderut, men norrut är den platt. Trakten är obefolkad. Det finns inga samhällen i närheten.